# جون بوتشان
جون بوتشان (بالإنجليزية: John Buchan)‏ هو لاعب اتحاد الرغبي نيوزيلندي، ولد في 17 يونيو 1961 في أوكلاند في نيوزيلندا.